# Rhinplate
Die Rhinplate ist eine Insel in der Elbe auf der Höhe des schleswig-holsteinischen Glückstadt.

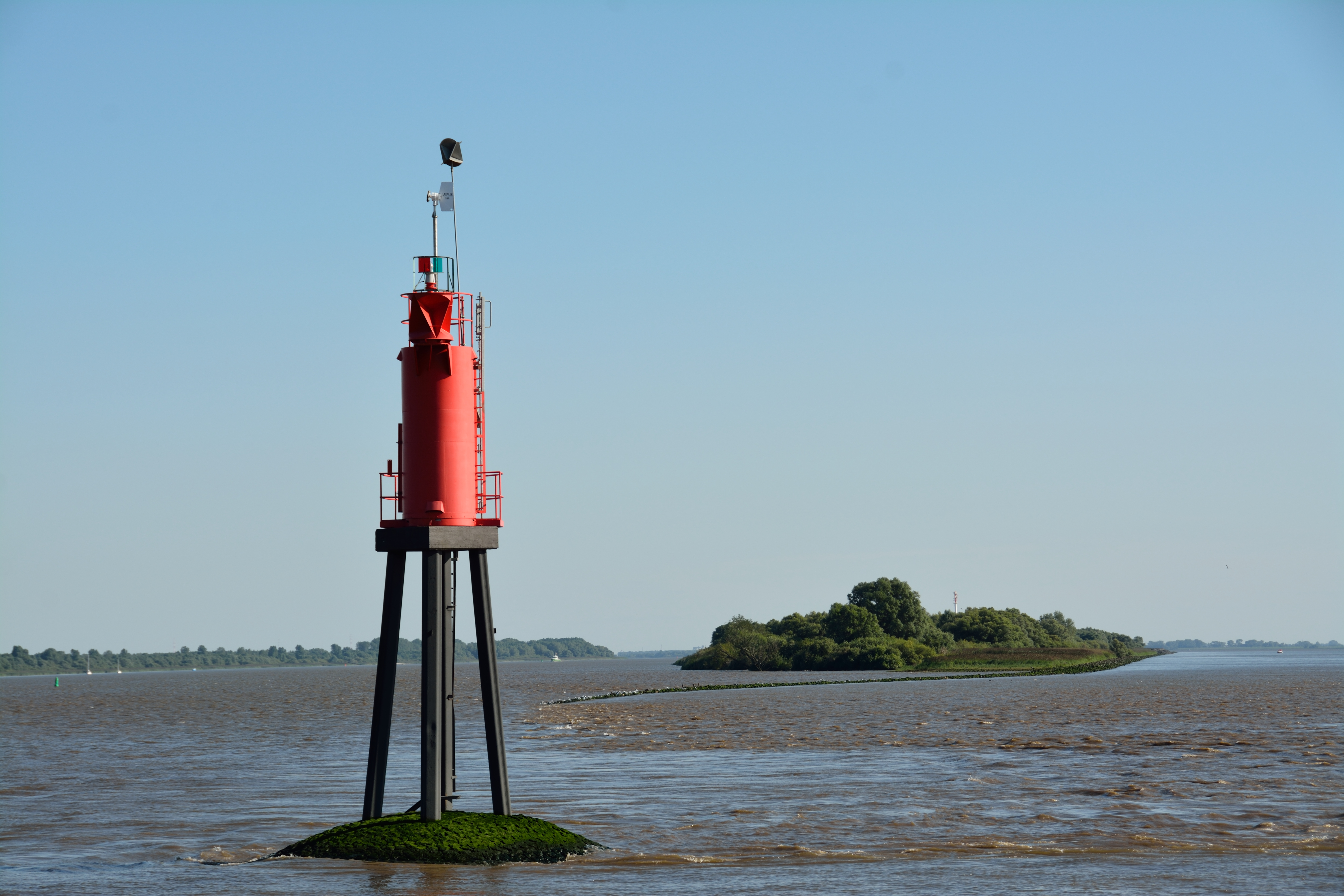
Leitfeuer Rhinplate Nord, im Hintergrund die Elbinsel

Westlich der Rhinplate verläuft das Hauptfahrwasser der Unterelbe, östlich verläuft die Glückstädter Nebenelbe, die als Zufahrt zum Glückstädter Hafen und zum Anleger der Elbfähre Glückstadt–Wischhafen dient. Teile der etwa fünf Kilometer langen und 134 Hektar großen Insel werden bei Hochwasser überspült, besonders diese Teile sind mit Röhricht bewachsen, der Rest auch mit Auwald. Jeweils ganz im Norden und im Süden befindet sich je ein Leitfeuer für die Schifffahrt (Rhinplate Nord und Rhinplate Süd). Die Insel ist im Besitz des Bundes und darf grundsätzlich nicht betreten werden.
Die Insel und die Glückstädter Nebenelbe südlich von Glückstadt einschließlich des östlichen Uferbereiches mit einer Gesamtfläche von 460 Hektar wurden im Jahre 2000 unter der Bezeichnung „Rhinplate und Elbufer südlich Glückstadt“ als Natura-2000-Gebiet unter Naturschutz gestellt.
Die Rhinplate war ursprünglich eine Sandbank vor Glückstadt, die in den 1950er Jahren durch Sand vom Ausbaggern der Fahrrinne der Unterelbe entstand. Zwischen 2015 und 2016 wurden Teile der Uferbefestigungen entfernt, die nicht für die Stabilisierung der Rhinplate erforderlich waren.